# Енґлема
Е́нґлема (ест. Änglema küla) — село в Естонії, у волості Ляене-Гар'ю повіту Гар'юмаа.

## Населення
Чисельність населення на 31 грудня 2011 року становила 28 осіб.

## Історія
З 16 січня 1992 до 24 жовтня 2017 року село входило до складу волості  Падізе.